# Dendrocatantops inauratus
Dendrocatantops inauratus är en insektsart som beskrevs av Marius Descamps och Wintrebert 1966. Dendrocatantops inauratus ingår i släktet Dendrocatantops och familjen gräshoppor. Inga underarter finns listade i Catalogue of Life.